# Lupinus agardhianus
Lupinus agardhianus är en ärtväxtart som beskrevs av Amos Arthur Heller. Lupinus agardhianus ingår i släktet lupiner, och familjen ärtväxter. Inga underarter finns listade i Catalogue of Life.